# Дмитрів
Дми́трів — село в Шептицькому районі Львівської області (Україна). Населення — 1476 осіб.

## Історія
Поселення раніше входило до складу Белзького воєводства, потім — Кам'янко-Струмилівського повіту. Було центром негродового староства, одним зі старост з 1759 року був дідич Тиврова Захарія Ярошинський.

## Відомі люди

### Уродженці
- Юзеф Вітлін (1896-1976) — польський письменник єврейського походження
- Шайнога Микола Романович (1995—2014) — старший солдат Збройних сил України, загинув під час російсько-української війни.
- Гнівушевський Ігор Васильович (1973—2014) — сержант Збройних сил України, загинув під час російсько-української війни.

### Загинули
- Демчук Ілля Степанович, «Гук», «Ромко» (1921, с. Вузлове Шептицького р-ну Львівської обл. — 2.02.1951) — кущовий провідник ОУН (05.1949-02.1951). Загинув у криївці. Вістун УПА (30.05.1947); відзначений Бронзовим хрестом бойової заслуги (30.11.1949) та Похвалою у Наказі ВШВО 2 «Буг» (31.08.1948)[3].
- Косіковський  Ігор Васильович (5 лютого 1969, с. Дмитрів, Радехівський район, Львівська область — 6 лютого 2024, м. Авдіївка, Донецька область) — старший сержант Збройних сил України, учасник російсько-української війни.